# ممر تفوجار
ممر تفوجار هو ممر جبلي في موريتانيا. يقع في هضبة أدرار، على بعد 400 كيلومتر شمال شرق العاصمة نواكشوط. الممر، الرملي بالكامل، يسيطر على مضيق؛ الذي ينتهي في وادي الأبيض أوالوادي الأبيض على الجانب الشرقي، وينشأ من عرق أماتليش على منحدراته الغربية.
المنطقة لديها مناخ صحراوي حار وفقاً لـ تصنيف كوبن للمناخ. يبلغ المتوسط السنوي لدرجات الحرارة 30 درجة مئوية، أدفأ شهر مايو بمتوسط درجات حرارة 35 درجة مئوية، والأبرد هو يناير، حيث تبلغ درجة الحرارة 22 درجة مئوية، ويبلغ متوسط هطول الأمطار السنوي 108 ملم. أكثر الشهور رطوبة هو سبتمبر، مع 46 mm من المطر؛ بينما أكثر الشهور جفافاً هو يناير، مع 1 mm من المطر.

## روابط خارجية
- صورة أقمار صناعية تابعة لوكالة ناسا